# Alcóntar
Alcóntar er en by og kommune i det sydøstlige Spanien i provinsen Almería. Den har et indbyggertal på 557 (2024) indbyggere.